# Abies forrestii var. ferreana
Abies forrestii var. ferreana (Bordères & Gaussen) Farjon & Silba, 1990, è una varietà naturale di A. forrestii appartenente alla famiglia delle Pinaceae, endemica delle zone di alta montagna dello Yunnan e del sud-est dello Xizang, in Cina.

## Etimologia
Il nome generico Abies, utilizzato già dai latini, potrebbe, secondo un'interpretazione etimologica, derivare dalla parola greca ἄβιος = longevo. Il nome specifico forrestii fu assegnato in onore di George Forrest, botanico scozzese, esploratore della provincia cinese dello Yunnan e primo scopritore di A. forrestii. L'epiteto ferreana deriva dal latino ferrum = ferro, probabilmente in riferimento al colore ferruginoso dei giovani virgulti pubescenti.

## Descrizione
Questa varietà differisce da A. forresti per i giovani virgulti fortemente pubescenti e per i coni femminili piccoli, lunghi 5–6 cm (Farjon, 1990).

## Distribuzione e habitat
Cresce in alta montagna a quote di 3000–4200 m s.l.m., prevalentemente in foreste pure, talvolta miste in associazione con altre conifere e caducifoglie del genere Betula.

## Tassonomia
La classificazione di questo taxon è ancora controversa ed esistono altre interpretazioni: Flora of China (Fu et al., 1997) la descrive come specie a parte (A. ferreana) con due varietà associate, distinguendo un'ulteriore specie, A. chayuensis. Questi, per Farjon e Silba, sono da considerarsi tutti sinonimi di A. forrestii var. ferreana in quanto le differenze morfologiche minime e l'assenza di distinzioni di areale e distribuzione non giustificherebbero la presenza di taxon separati.

### Sinonimi
Sono riportati i seguenti sinonimi:
- Abies forrestii subsp. chayuensis (W.C.Cheng & L.K.Fu) Silba
- Abies forrestii var. chayuensis (W.C.Cheng & L.K.Fu) Silba
- Abies forrestii subsp. ferreana (Bordères & Gaussen) Silba
- Abies forrestii subsp. longibracteata (L.K.Fu & Nan Li) Silba
- Abies chayuensis W.C.Cheng & L.K.Fu
- Abies ferreana Bordères & Gaussen
- Abies ferrana var. longibracteata L.K.Fu & Nan Li
- Abies rolii Bordères & Gaussen
- Abies yuana Bordères & Gaussen

## Usi
Il suo legno, nel passato, veniva sfruttato abbondantemente in edilizia e nell'industria cartaria, pratica vietata attualmente dalle leggi conservative promulgate dalle autorità cinesi.

## Conservazione
Viene classificata come specie a rischio minimo (least concern in inglese) nella Lista rossa IUCN, a causa del suo vasto areale, seppur molto frammentato; la subpopolazione nell'area della contea di Zhongdian ha subito una notevole riduzione per lo sfruttamento eccessivo, e se nel futuro anche le altre subpopolazioni verranno minacciate lo status di conservazione di questa varietà potrà essere rivisto.